# مايكل لوتز
مايكل لوتز (بالألمانية: Michael Lutz)‏ (25 يناير 1982 نوردلينغن ألمانيا - ) هو لاعب كرة قدم ألماني يلعب كحارس مرمى.

## روابط خارجية
- مايكل لوتز على موقع قاعدة بيانات كرة القدم.إي يو (الإنجليزية)
- مايكل لوتز على موقع بيانات كرة القدم. دي إي (الألمانية)
- مايكل لوتز على موقع عالم كرة القدم.نت (الإنجليزية)